# Dược điển Việt Nam
Dược điển Việt Nam là dược điển do Hội đồng dược điển Việt Nam biên soạn. Đây là tập hợp tất cả các tiêu chuẩn cho dược phẩm của Việt Nam (và có mặt trên thị trường Việt Nam) và tiêu chuẩn áp dụng sẽ căn cứ vào ấn bản mới nhất. Không giống như các quốc gia khác là có các ấn bản theo chu kỳ, Dược điển Việt Nam đến nay có năm bản ấn hành
- Dược điển Việt Nam I (tập 1: 1970-1977; tập 2: 1983)
- Dược điển Việt Nam II (tập 1: 1990; tập 2: 1991; tập 3: 1994)
- Dược điển Việt Nam III (2005).
- Dược điển Việt Nam IV (2010).
- Dược điển Việt Nam V (2018).

Dược điển Việt Nam cập nhật đổi mới theo chu kì mỗi 5 năm 1 lần, tùy theo hoàn cảnh hiện thời.
Các tài liệu tham khảo để xây dựng Dược điển Việt Nam từ nhiều dược điển trên thế giới gồm: Dược điển Hoa Kỳ (USP), Dược điển Anh (BP)

## Dược điển tham chiếu
Trong một số trường hợp, nếu một thuốc cần kiểm định nhưng không có trong Dược điển Việt Nam thì có thể dùng các Dược điển tham chiếu mà không cần phải thẩm định lại. Các Dược điển tham chiếu gồm 5 dược điển sau:
- Dược điển Hoa Kỳ (USP)
- Dược điển Anh (BP)
- Dược điển châu Âu (EP)
- Dược điển Quốc tế (IP)
- Dược điển Nhật Bản (JP)